# Кафа, Мельхиоре
Мельхиоре Кафа, или Каффа, также известный как Гафа, Гаффар или Гафар (итал. Melchiorre Cafà, Gafa, Gaffar, Gafar, мальт. Melchiorre Gafà, Caffà; январь 1636, Биргу, Мальта — 4 сентября 1667, Рим) — мальтийский скульптор эпохи барокко, брат архитектора Лоренцо Гафа. Творчество художника на тридцать первом году жизни прервала преждевременная смерть после несчастного случая на работе.

## Биография
Согласно свидетельству о крещении 21 января 1636 года мальчик получил имя Марчелло. В зрелом возрасте, с 1658 года, когда он переехал в Рим, он стал называть себя Мельхиор Мальтиец (Melchiorre Maltese). В Риме Мельхиор начал работать в мастерской скульптора Эрколе Феррата, сотрудника римской мастерской Джованни Лоренцо Бернини.
Его первая самостоятельная работа — горельеф «Мученичество святого Евстафия» для церкви Сант-Аньезе-ин-Агоне в Риме, созданная по заказу принца Камилло Памфили (1660). В следующем году он начал свою работу в группе благотворительной организации Сан-Томазо-ди-Вилланова для церкви Сант-Агостино, которая, однако, была прекращена по требованию Эрколе Ферраты.
В 1662 году Мельхиоре Каффа был принят в члены Академии Святого Луки, в 1667 году он был избран её президентом, но отказался от этой чести. Был дружен с живописцем Джованни Баттиста Гаулли по прозванию Бачиччио.
Одной из самых значительных работ Кафы стал рельеф главного алтаря церкви Санта-Катерина-а-Маньянаполи в Риме «Экстаз Святой Екатерины». Это произведение выполнено под влиянием искусства римского барокко, в частности произведений Джованни Лоренцо Бернини.
Творчество художника на тридцать первом году жизни прервала преждевременная смерть в результате несчастного случая в литейной мастерской собора Святого Петра при выполнении заказа по украшению алтаря для собора святого Иоанна в главном городе Мальты, Ла-Валлетте.
Многие терракотовые модели Кафы хранятся в санкт-петербургском Эрмитаже, другие произведения — в Валлетте, Национальном музее Палаццо Венеция в Риме и римском Национальном музее, Институте искусств Карнеги в Питтсбурге, Либигаусе во Франкфурте, Художественном музее Фогга в Гарварде и Музее Фицуильяма в Кембридже.
Некоторые рисунки хранятся в Британском музее в Лондоне, Музее изобразительных искусств в Лейпциге, в парижском Лувре и в галерее Альбертина в Вене.

## Галерея

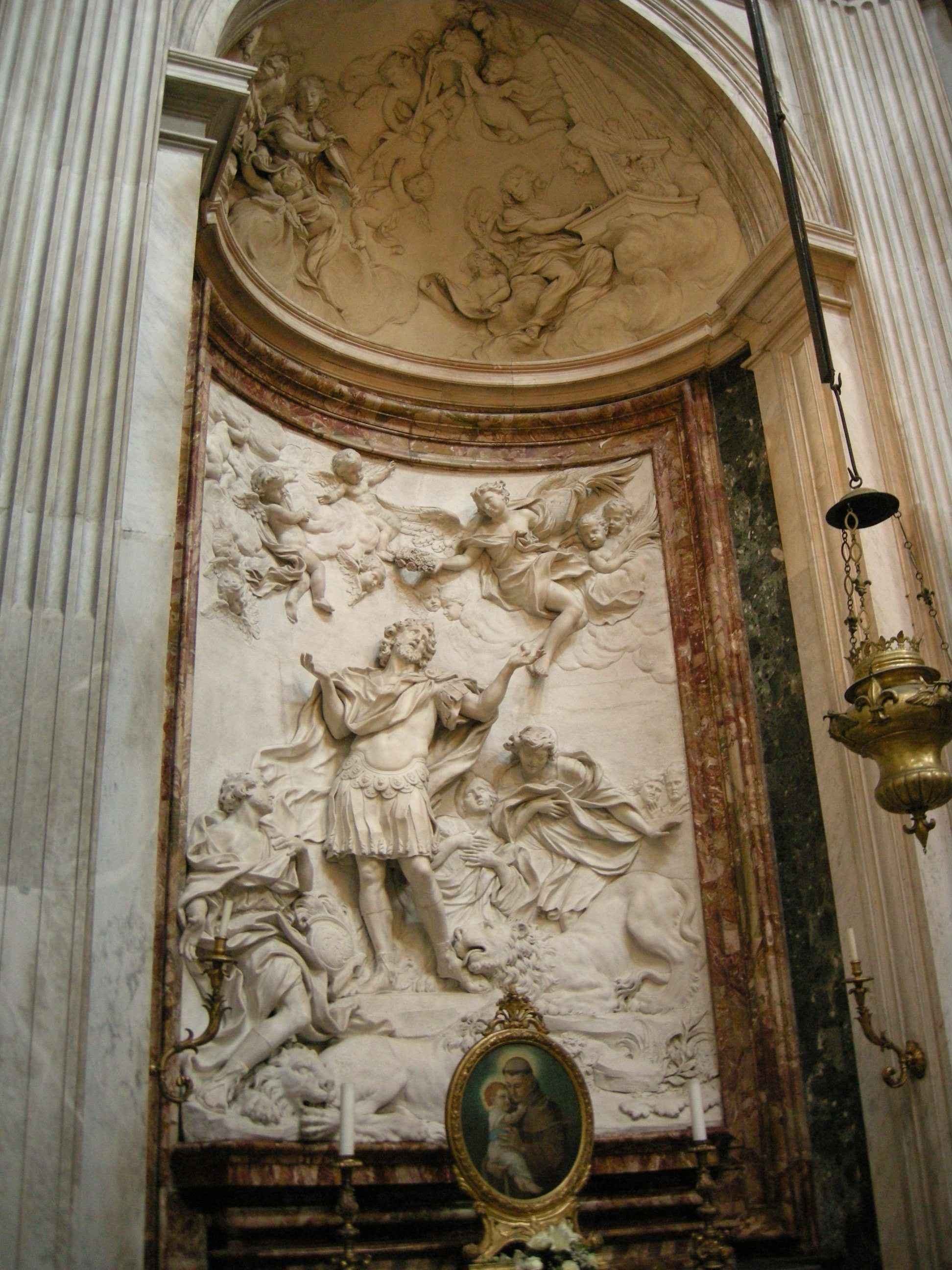
Мученичество святого Евстафия. 1660. Церковь  Сант-Аньезе-ин-Агоне. Рим
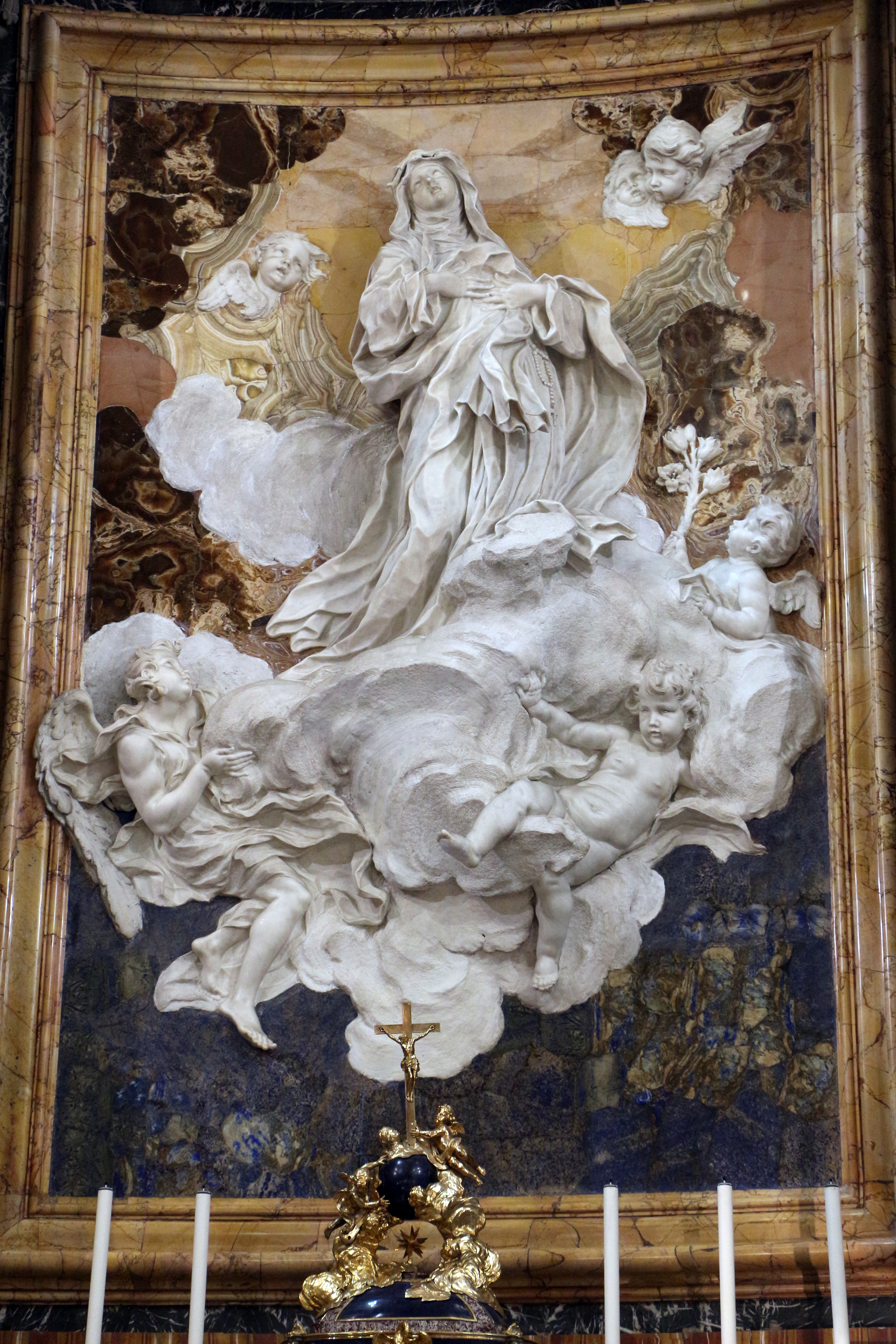
Экстаз Святой Екатерины Сиенской. 1666. Церковь Санта-Катерина-а-Маньянаполи, Рим
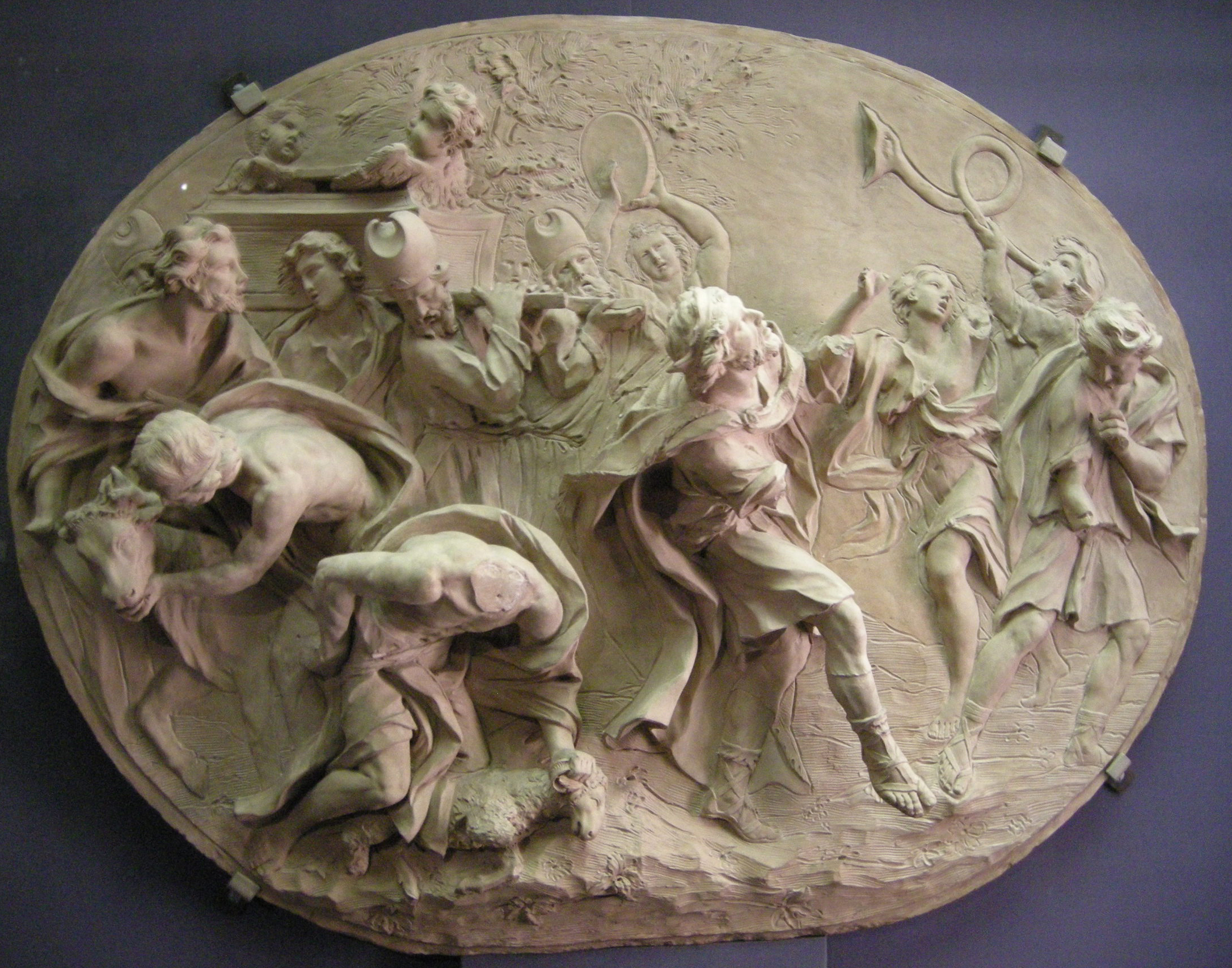
Танцующий Давид. 1660-1665. Терракота. Музей Виктории и Альберта, Лондон
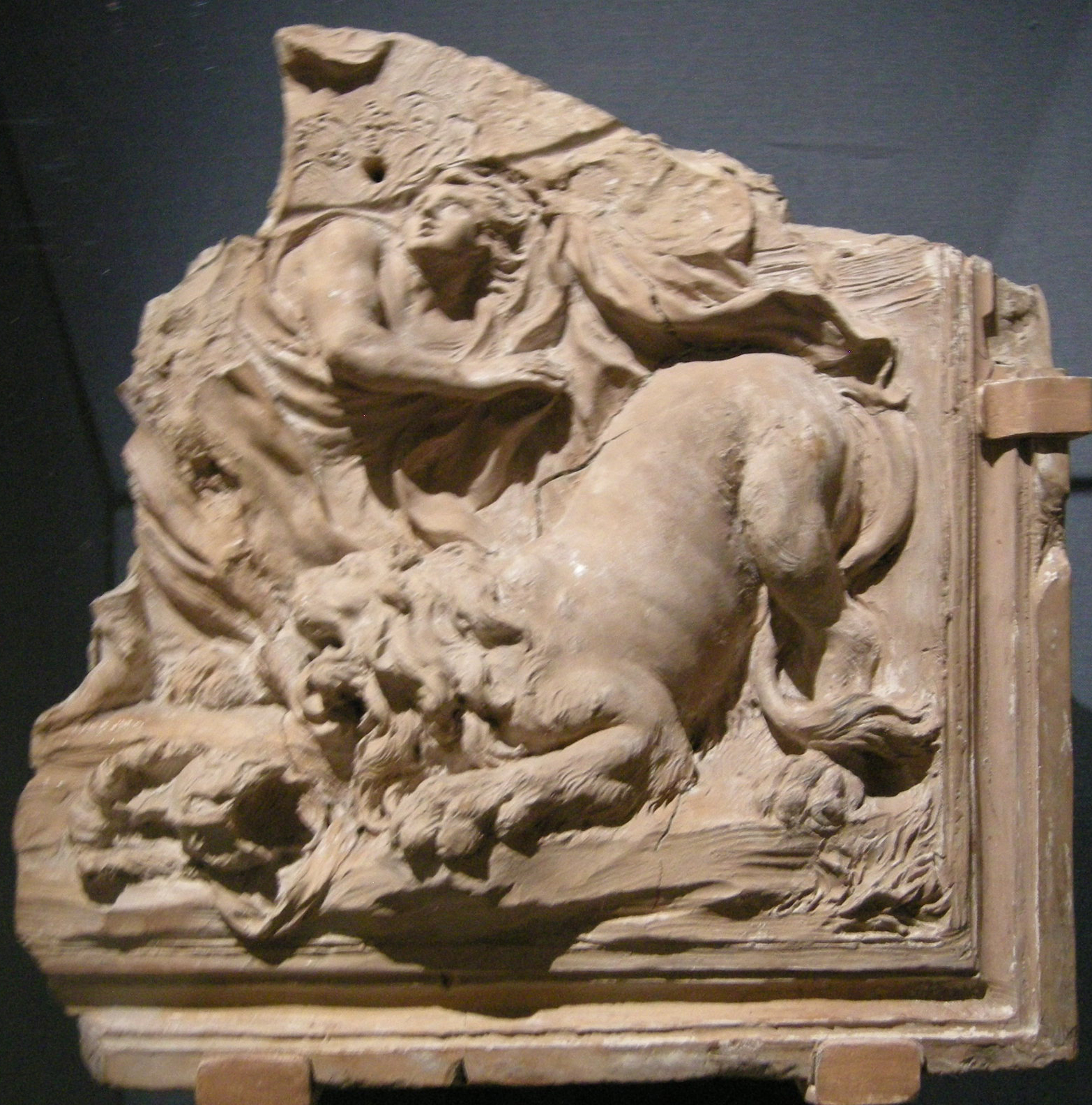
Мученичество святого Евстафия. Фрагмент модели. 1660. Терракота. Музей искусств, Лос-Анджелес
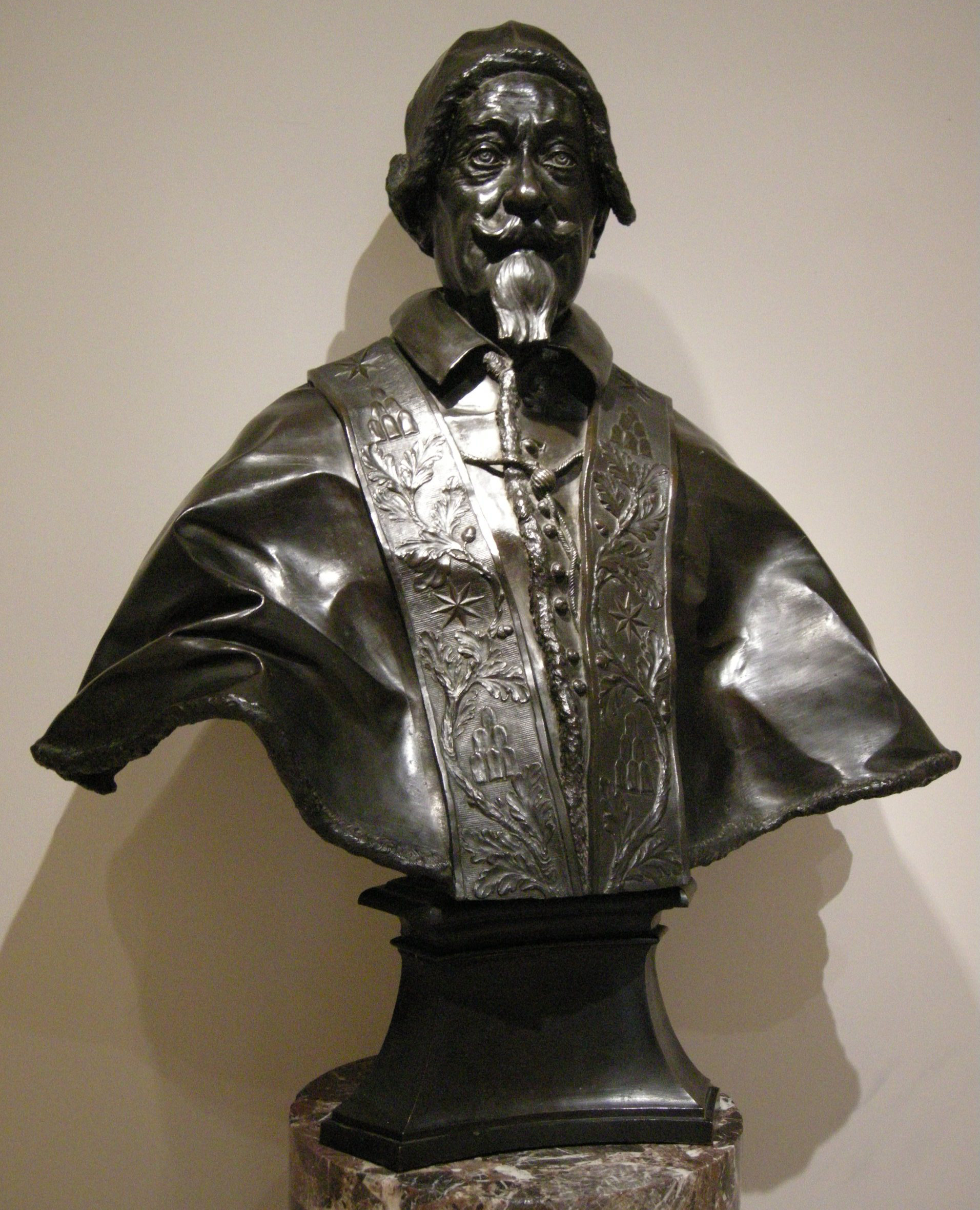
Бюст папы Александра VII. 1667. Бронза. Метрополитен-музей, Нью-Йорк

## Избранные работы
- Деревянная статуя Святого Павла. 1659. Церковь Сент-Поль, Валлетта
- Деревянная статуя Мадонны с чётками. 1660—1661. Церковь доминиканцев в Рабате, Мальта
- Скульптура Святого Павла. 1667 (закончена Эрколе Феррата). Коллегиальная церковь Святого Павла в Рабате, Мальта

В Государственном Эрмитаже в Санкт-Петербурге находятся следующие терракотовые модели Кафы:
- Св. Андрей. 1660-е (42 см)
- Лев. 1660-е (24 см)
- Св. Андрей Авеллинский. (42 см).